# Bibliographie sur Antonin Artaud
La liste de livres ci-dessous recense une grande partie des ouvrages publiés sur Antonin Artaud, par des écrivains, des artistes qui ont illustré ses œuvres comme Louis Joos, ou bien des recueils de dessins et portraits d'Antonin Artaud.
Elle n'est pas exhaustive. Les éditions choisies pour certains titres sont les plus récentes. Pour les plus anciennes, les références sont issues de WorldCat. Elle est évidemment à compléter, et surtout, une grande partie est encore à wikifier.

## Monographies
- Natacha Allet, Le Gouffre insondable de la face : Autoportraits d'Antonin Artaud, Chêne-Bourg, La Dogana, 2005, 98 p. (ISBN 978-2-940055-50-0)
- Natacha Allet, « Artaud, l’acteur androgyne », Hétérographe n° 9, printemps 2013, p. 74-79
- Danièle André-Carraz, L'expérience intérieure d'Antonin Artaud, Paris, Librairie Saint-Germain-des-prés, 1975, 184 p. (OCLC 845575836)
- Jean-Louis Armand-Laroche, Antonin Artaud et son double, Périgueux, Éditions Pierre Fanlac, 1964, 157 p. (OCLC 490065874)
- François Audouy, Antonin Artaud, le sur-vivant, Paris, L'Harmattan, 2016,, 92 p. (ISBN 978-2343090481, présentation en ligne)
- Carole Aurouet, Le Cinéma des poètes. De la critique au ciné-texte, Paris, Le bord de l'eau, 2014, 289 p. (ISBN 978-2-35687-345-3)
- Antonin Artaud, Le Théâtre et son double suivi de Le Théâtre de Séraphin, Paris, Éditions Gallimard, coll. « idées NRF », 1964, 246 p. (OCLC 493661) l'ouvrage contient des notes posthumes replaçant les écrits de Artaud dans le contexte de l'époque et un appareil de critiques, d'extraits de presse sur ses premières réalisations scéniques
- Jean-Louis Barrault, Souvenirs pour demain, Paris, Le Seuil, 1972, 382 p. (OCLC 902031225) la réédition de 2010 comporte une préface de Denis Podalydès, 432 pages,  (ISBN 9782021031980)
- Nathalie Barberger, Le Réel de traviole (Artaud, Bataille, Leiris, Michaux et alii), Lille, Presses Universitaires du Septentrion, 2009.
- Alice Becker-Ho, Gérard Rondeau, Antonin Artaud à Ville-Evrard, pendant la durée d'une nuit blanche, Bazas, Le Temps qu'il fait, 2004, 75 p. (ISBN 978-2-86853-377-7)
- André Benedetto, Ernest Pignon-Ernest, Deux ponts, trois arbres et quatre hommes du sud, Remoulins, Jacques Brémond, 2002, 75 p. (ISBN 978-2-910063-80-1)
- Christian Bobin, L'homme du désastre, Paris, Fata Morgana, 2013, 50 p. (ISBN 978-2-85194-869-4)
- Françoise Bonardel, Antonin Artaud ou la fidélité à l'infini : essai, Paris, Pierre-Guillaume de Roux, 2014, 430 p. (ISBN 978-2-36371-077-2)
- André Bonneton, Le Naufrage prophétique d'Antonin Artaud, Paris, Lefèbvre, 1961, 96 p. (OCLC 2221825)
- Monique Borie, Antonin Artaud, le théâtre et le retour aux sources, Paris, Gallimard, 1989, 360 p. (ISBN 978-2-07-071733-0)
- Anne Bouillon, Gilles Deleuze et Antonin Artaud : l'impossibilité de penser, Paris, L'Harmattan, 2016, 244 p.  (ISBN 978-2343101293).
- Catherine Bouthors-Paillart, Antonin Artaud, l'énonciation ou l'épreuve de la cruauté, Paris, Droz, 2000, 230 p. (ISBN 978-2-600-00185-4) préface de Julia Kristeva
- Jean-Louis Brau, Antonin Artaud, Barcelone, La Table ronde, 1971, 202 p. (OCLC 83602178)
- Pierre Bruno, Antonin Artaud, Réalité et poésie, Paris, L'Harmattan, 1999, 218 p. (ISBN 978-2-7384-7696-8)
- Docteur Pierre Bugard, Le comédien et son double, Théâtre et psychose, Antonin Artaud, p. 159–182, Paris, Stock, 1970.
- Christiane Burucoa, Antonin Artaud ou la difficulté d'être, Entretiens, no 9, p. 19–25, 1957.
- Michel Camus, Antonin Artaud, une autre langue du corps, Éd. Opales, 1996.
- Jean-Philippe Cazier, Antonin Artaud in Aux sources de la pensée de Gilles Deleuze, Paris, Éditions Sils Maria/Vrin, 2005.
- Ilios Chailly, Antonin Artaud ou l'anarchiste courroucé, Éditions libertaires, 2018.
- Serge Chamchinov, Antonin Artaud : Kabhar Enti – Kathar Esti, Wolfenbüttel, 2007.
- Georges Charbonnier, Essai sur Antonin Artaud, Paris, Seghers, 1959, coll. « Poètes d'aujourd'hui ».
- Jacques Chazaud, « À propos du passage d'A. Artaud à Ville-Evrard, l'état actuel du dossier, avec des inédits », L'Évolution psychiatrique, no 52, 4, 1987, p. 937-947.
- Jean-François Chevrier, « Artaud et la peinture », Cahiers critiques de la littérature, no 1, p. 24-50, septembre 1976.
- Docteur A. Collomp, Antonin Artaud : de la maladie à l'œuvre, Paris, Faculté de médecine, 1963.
- Ludovic Cortade, Antonin Artaud, la virtualité incarnée, Paris, L'Harmattan, 2000.
- Julia F. Costich, Antonin Artaud, Boston, Twayne Publishers, 1978.
- Jean-Paul Curnier, À vif. Artaud, Nietzsche, Bataille, Pasolini, Sade, Klossowski, Paris, Lignes-Manifestes, 2006.
- Laurent Danchin et André Roumieux, Artaud et l'asile, Paris, Séguier, 2015.
- Gilles Deleuze, Logique du sens, Paris, Minuit, 1969.
- Raphaël Denys, Le Testament d'Artaud, Paris, Gallimard, 2005, coll. « L'Infini ».
- Jacques Derrida, « La parole soufflée » et « Le théâtre de la cruauté et la clôture de la représentation », in L'Écriture et la différence, Paris, Le Seuil, 1967.
- Jacques Derrida, Artaud le Moma, Paris, Galilée, 2002.
- Laurent Dubreuil, De l’Attrait à la possession. Maupassant, Artaud, Maurice Blanchot, Paris, Hermann, 2003, coll. "Savoir : lettres".
- Camille Dumoulié, Nietzsche et Artaud, Paris, PUF, 1992.
- Camille Dumoulié, Antonin Artaud, Paris, Le Seuil, 1996.
- Camille Dumoulié, Les Théâtres de la cruauté, Paris, Éditions Desjonquères, 2000.
- Camille Dumoulié, Artaud, la vie, Paris, Éditions Desjonquères, 2003.
- Gérard Durozoi, Artaud, l'aliénation et la folie, Paris, Larousse, 1972, coll. « Thèmes et textes ».
- Jean-Pierre Faye, « Artaud vu par Blin », Les Lettres françaises, janvier 1965.
- Jean-Pierre Faye, Le Récit hunique, Paris, Le Seuil, 1967.
- Michel Foucault, Histoire de la folie, Paris, Plon, 1961 ; rééd., Paris, 10/18, 1964 et 1972.
- Benjamin Fondane, « Lettre ouverte à Antonin Artaud sur le Théâtre Alfred Jarry » (présentation Michel Carassou), Europe no 667-668 (spécial Artaud), 1984, p. 84-93.
- Docteur Roger Gentis, « Le discours de la folie », Le Monde, 13 octobre 1972.
- Docteur Roger Gentis, « Éloge de l'hystérie », La Quinzaine littéraire, 16 octobre 1975.
- Thierry Galibert, Le Poète et la modernité, Paris, L'Harmattan, 1998.
- Thierry Galibert, Antonin Artaud, écrivain du sud, Edisud, 2002.
- Thierry Galibert, La Bestalité, Éditions Sulliver, 2008.
- André Gide, Feuillet d'automne, évocation de la conférence d'Artaud au Vieux Colombier, Paris, Mercure de France, 1949.
- Jean-Christophe Goddard, Mysticisme et folie, Paris, Desclée de Brouwer éditeur, 2002.
- Jacques Garelli, Artaud et la question du lieu, Essai sur le théâtre et la poésie d'Artaud, Paris, José Corti, 1982.
- Claire Goll, La poursuite du vent (avec la collaboration d'Otto Hahn), Paris, Olivier Orban, p. 142-143 et 265-266, 1976.
- Évelyne Grossman, Le corps de l'informe, textes réunis et présentés par Évelyne Grossman, Textuel, no 42, Paris 7 - Denis Diderot - revue de l'UFR, 2002.
- Évelyne Grossman, Artaud, l'aliéné authentique, Tours, Farrago/Léo Scheer, 2003.
- Évelyne Grossman (dir. et préface), Antonin Artaud, œuvres, Paris, Gallimard, coll. « Quarto », 2004, 1792 p. (ISBN 978-2-07-076507-2), p. 1706-1769
- Évelyne Grossman, La défiguration : Artaud - Beckett - Michaux, Paris, Minuit, coll. « Paradoxe », 2004.
- Évelyne Grossman, Antonin Artaud. Un insurgé du corps, Paris, Gallimard, 2006, coll. "Découvertes".
- Otto Hahn, Portrait d'Antonin Artaud, Paris, Le Soleil Noir, 1968.
- Simon Harel, Vies et morts d’Antonin Artaud : le séjour à Rodez, Longueuil, Éditions du Préambule, 1990, coll. « L’Univers des discours ».
- Simon Harel, L’écriture réparatrice. Le défaut autobiographique : Leiris, Crevel, Artaud, Montréal, XYZ, coll. « Théorie et littérature », 1994.
- Simon Harel, Artaud, l'astre errant, Paris, Hermann, 2022.
- Jacques Henric, Une profondeur matérielle, Critique, 1970, p. 616-625.
- Jacques Henric, Artaud travaillé par la Chine, (Cerisy, 1972), Artaud, 10/18, p. 215-261, 1973.
- Louis Joos, Antonin Artaud illustré par Louis Joos, Paris, La Renaissance du livre, 2006, 155 p. (ISBN 978-2-87415-589-5)
- Daniel Joski, Artaud, Paris, Éditions Universitaires, 1970, coll. "Classiques du XXe siècle".
- Pierre Jean Jouve, Les Cenci d'Antonin Artaud, Paris, Gallimard (NRF), 1935.
- Alain Jugnon, Artaudieu. L'individu contre la mort, Paris, Nouvelles Éditions Lignes, 2010, coll. "Fins de la philosophie".
- Alfred Kern, Le bonheur fragile, Paris, Gallimard, 1960.
- Richard Kitaeff, Artaud, la tension et le rêve, Spectacle du Monde, p. 82-85, janvier 2007.
- Julia Kristeva, Le sujet en procès, (cerisy, 1972), Artaud, Paris, 10/18, 1973.
- Roger Laporte, Quinze Variations sur un thème biographique, Antonin Artaud ou la pensée au supplice, Paris, Flammarion, 1975.
- Mireille Larrouy Artaud et le théâtre- 1920-1935, quinze ans de bonheur, préface de Jack Lang, l'Œuvre vive - CDDP Aveyron, 1997.
- Jacques Latrémolière, J'ai parlé de Dieu avec Antonin Artaud, La Tour du feu, no 112, p. 75-106, décembre 1971.
- Jacques Latrémolière, Accidents & incidents observés au cours de 1200 électrochocs, thèse de médecine de Toulouse 1944 no 12, numérisée par la Bibliothèque Interuniversitaire de Santé dans Medic@ avec l'aimable autorisation des ayants droit
- J. M. G. Le Clézio L'envoûté, Les cahiers du chemin no 19, p. 51-67, 1973.
- J. M. G. Le Clézio Le rêve mexicain, Europe, no 667-668, p. 110-120, (numéro spécial Artaud), 1984.
- Jean-Jacques Levêque, Artaud, Henri Veyrier, 1985.
- Sylvère Lotringer Fous d'Artaud, Sens et Tonka éditeurs, 2003.
- Jean-François Lyotard des dispositifs pulsionnels, 10/18, p. 99-100, 1973.
- Thomas Maeder, Antonin Artaud, biographie, Paris, Plon, 1978.
- Alain Marc, « La Cruauté et le cri », « Le Cri Artaud », in Écrire le cri, Sade, Bataille, Maïakovski…, préface de Pierre Bourgeade, l'Écarlate, 2000.
- Serge Margel, Aliénation Antonin Artaud, les généalogies hybrides, Paris, éditions Galilée, 2008.
- Claude Mauriac, L'alittérature contemporaine Paris, Albin Michel, 1958 - p. 33-47 consacrées à Antonin Artaud.
- Florence de Mèredieu, Antonin Artaud, Portraits et Gris-gris, Paris, Blusson, 1984, nouvelle édition augmentée, 2008. Edition enrichie de 22 reproductions couleur hors-textes, 2019[1].
- Florence de Mèredieu, Antonin Artaud, Voyages, Paris, Blusson, 1992.
- Florence de Mèredieu, Antonin Artaud, de l'ange, Paris, Blusson, 1992.
- Florence de Mèredieu, Sur l'électrochoc, le cas Antonin Artaud, Paris, Blusson, 1996.
- Florence de Mèredieu, C'était Antonin Artaud (biographie), Paris, Fayard, 2006.
- Florence de Mèredieu, La Chine d'Antonin Artaud / Le Japon d'Antonin Artaud, Paris, Blusson, 2006.
- Florence de Mèredieu, L'Affaire Artaud, journal ethnographique, Paris, Fayard, 2009.
- Florence de Mèredieu, Antonin Artaud dans la guerre. De Verdun à Hitler. L'hygiène mentale, Paris, Blusson, 2013.
- Florence de Mèredieu, Vincent Van Gogh Antonin Artaud Ciné-roman Ciné-peinture, Paris, Blusson, 2014.
- Florence de Mèredieu, Bacon, Artaud, Vinci. Une blessure magnifique, Paris, Blusson, 2019.
- Alain Milon, L'écriture de soi : ce lointain intérieur, autour de l'hospitalité littéraire d'A. Artaud, La Versanne, Encre Marine, 2005.
- Alain Milon, La Fêlure du cri : violence et écriture, Paris, Les Belles Lettres, coll. « encre marine », 2010.
- Alain Milon, Sous la langue Artaud. La réalité en folie. Paris, Les Belles Lettres, 2016, coll. « Encre marine ».
- Pierre Minet, La défaite, Paris, Allia, 1995.
- Anaïs Nin, Je suis le plus malade des surréalistes – Nouvelle où Antonin Artaud apparaît sous les traits du personnage Pierre, dans La Cloche de verre.
- Anaïs Nin, Journal (tome I : 1931-1934), Paris, Stock, 1969.
- Christian Nicaise, Antonin Artaud : Les Livres, Rouen, L'Instant perpétuel, 2003.
- Olivier Penot-Lacassagne, Antonin Artaud 1 - modernités d'Antonin Artaud, Paris, Minard, 2001.
- Olivier Penot-Lacassagne et al=directeur=oui, Antonin Artaud illustré par Louis Joos, Paris, L'Âge d'homme, 2005, 205 p. (ISBN 978-2-8251-1966-2)
- Serge Pey, Le secret du nom, La main et le couteau, Éditions Parole d'Aube, 1995.
- Olivier Penot-Lacassagne, Vies et morts d'Antonin Artaud, Christian Pirot éditeur, 2007.
- Roger Planchon, D'Artaud à Racine, (entretien J. Mambrino), Études, p. 217-234, 1977.
- Marcelin Pleynet, La marière pense, (Cerisy, 1972), Artaud 10/18, 1973.
- Patrick Albert Pognant, Antonin Artaud, la mise en échec de la médecine, L'Harmattan, 2024
- Renaud de Portzamparc, La Folie d'Artaud, Paris, L'Harmattan, 2011.
- Robert Poulet, La Lanterne magique, Paris, Nouvelles éditions Debresse, 1956, p. 256.
- Jacques Prevel, En compagnie d'Antonin Artaud, Paris, Flammarion, 1974, texte présenté, établi et annoté par Bernard Noël ; nouvelle édition suivie de Poèmes, établie par Gérard Mordillat et Jérôme Prieur, Paris, Flammarion, 1994 et 2015.
- Jean-Michel Rey, La naissance de la poésie, Antonin Artaud, Paris, Métailié, 1991.
- Jacques Robert, Mon après-guerre, (mémoires, t. II), Paris, Julliard, 1969, p. 287-290.
- Jacob Rogozinski, Guérir la vie, la passion d'Antonin Artaud, Le Cerf, Paris février 2011.
- Elisabeth Roudinesco et Henri Deluy, La psychanalyse mère et chienne, Paris, 10/18, 1979.
- Laurine Rousselet, Correspondance avec Bernard Noël, Artaud à la Havane, coll. « Créations au féminin », éd. L'Harmattan, 2021.
- Claude Roy, Le Théâtre de la cruauté en Europe, Paris, N.R.F., 1965.
- Nicolas Rozier, L'Écrouloir, Un dessin d'Antonin Artaud, éditions de Corlevour, 2008.
- Armand Salacrou, Dans la salle des pas perdus, (t.I : C'était écrit), Paris, Gallimard, 1974.
- Jean-Paul Sartre, Un théâtre de situations, Paris, Gallimard, 1973, coll. « Idées », p. 169-194.
- Guy Scarpetta, Brecht et Artaud, La Nouvelle Critique, p. 60-68, 1969.
- Guy Scarpetta, La dialectique change de matière, (Cerisy, 1972), Artaud, Paris, 10/18, 1973.
- Guy Scarpetta, La multiplication, (sur Suppôts et Suppliciations), Art Press no 18, p. 9-11, 1978.
- Guy Scarpetta, Artaud et Saint Patrick, Tel Quel, no 81 p. 66-85, 1979.
- Cécile Schramme, souvenirs familiers sur Antonin Artaud, présentation d'Henri Matarasso, Paris, Messidor, 1980.
- Pierre Seghers, Anthologie des poètes maudits du XXe siècle, Paris, Belfond, p. 29-43, 1985.
- Philippe Sollers, L'Écriture et l'expérience des limites, Paris, Le Seuil, 1971, coll. « Points », p. 88-104.
- Philippe Sollers, « L'État Artaud », (colloque de Cerisy 1972), Artaud, Paris, 10/18, 1973.
- Philippe Sollers, « La Révélation », Magazine littéraire no 206, avril 1984 (numéro spécial Artaud), p. 18.
- Susan Sontag, À la rencontre d'Artaud, Paris, Christian Bourgois éditeur, 1976.
- David A. Shafer, Antonin Artaud, Reaktion Books Ltd, collection Critical Lives, 2016, 247 p.  (ISBN 978-1-78023-570-7)
- Paule Thévenin (avec Jacques Derrida), Antonin Artaud. Dessins et portraits, Paris, Gallimard, 1986.
- Paule Thévenin, Antonin Artaud, ce Désespéré qui vous parle, Paris, Le Seuil, 1993, coll. "Fiction et Cie", Prix France-Culture.
- Paule Thévenin, Textes (1962-1993), Paris, Lignes, 2005.
- Paule Thévenin, Antonin Artaud, fin de l'ère chrétienne, Paris, Lignes-Léo Scheer, 2006.
- Tzvetan Todorov, Poétique de la prose, Paris, Le Seuil, coll. « Poétique », 1971 : « L'Art selon Artaud », p. 212-224.
- Anne Tomiche, L'intraduisible dont je suis fait. Artaud et les avant-gardes européennes, Paris, Éditions le Manuscrit, 2012.
- Patrice Trigano, La canne de Saint Patrick, Le roman de la vie du vagabond de l'absolu que fut Artaud, Paris, Léo Scheer, 2010.
- Michel Vaïs, L'Écrivain scénique, Montréal, Presses de l'Université du Québec, coll. « Hors Collection », 1978, 278 p. (ISBN 0-7770-0220-5)
- Emmanuel Venet, Ferdière, psychiatre d'Antonin Artaud, Édition Verdier, 2006.
- Jean-Pierre Verheggen, Artaud Rimbur, Paris, La Différence, 1990.
- Francine Vidieu-Larrère, lecture de l'Imaginaire des œuvres dernières d'Antonin Artaud, Caen, Bibliothèque des lettres modernes minard, 2001.
- Jean Vilar, De la tradition théâtrale, L'Arche, p. 89-92, l'œuvre dramatique. Artaud, 1963.
- Odette et Alain Virmaux, Antonin Artaud et le théâtre, Paris, Seghers, coll. « L'Archipel », 1970 ; rééd. 10/18, 1977.
- Odette et Alain Virmaux, Artaud vivant, Nouvelles éditions Oswald, 1980.
- Odette et Alain Virmaux,  Artaud : un bilan critique, coll. Textes et critique, Paris, Pierre Belfond, 1979. Prix Mottart.
- Odette et Alain Virmaux, Antonin Artaud - Qui êtes-vous ?, Paris, La Manufacture, 1985. Édition augmentée en 1986 de la cassette de l'enregistrement Pour en finir avec le jugement de dieu.
- Odette et Alain Virmaux, Les Surréalistes et le cinéma, Paris, Seghers, 1976 ; rééd. Paris, Ramsay-Poche-Cinéma, 1988.
- Kenneth White, Le monde d'Antonin Artaud, Bruxelles, Complexe, 1989.
- Édouard Zarifian, Les Jardiniers de la folie, Paris, Odile Jacob, 1988.

## Revues
- Obliques / Artaud, Paris, Roger Borderie et Jean-Jacques Pauvert, 1986, textes de Michel Sicard, Michel Camus, Jérôme Peignot, Guy Rosolato, Jean Domeneghini, Jérôme Prieur, Jean Cocteau, Françoise Buisson, Marc Fumaroli, Jean Thibaudeau, Odette et Alain Virmaux, Alain Jouffroy, Jean-Michel Heimonet, Jean-Paul Morel, Pierre Courtens, Jacques Sojcher, Georges-Arthur Goldschmidt, Charles Bachat, Ronald Hayman, Jacques Prevel, Bruno Chabert, Claude Reichler, Florence de Mèredieu, Daniel Giraud, Antonin Artaud.
- Revue La Tour de Feu no 136, Antonin Artaud : la santé des poètes, édition revue et complétée, dir. Pierre Boujut, décembre 1977, 250 pages, diffusé par les éditions José Corti, avec notamment d'importantes mises au point, entre autres, la publication de lettres inédites d'Artaud, présentée et commentée par la sœur du poète, madame Marie-Ange Malaussena-Artaud, ainsi que d'interventions des docteurs Ferdière et Latrémolière, Jean-Louis Barrault, etc.
- Revue du Rouergue- no 45 - Antonin Artaud et Ilarie Voronca à Rodez, deux poètes venus d'ailleurs, Denis-Paul Bouloc, Publication du Conseil Général de l'Aveyron, 1996.
- Revue Europe no 873-874 - Antonin Artaud, janvier-février 2002 / nouvelle édition augmentée 2008.
- Les Cahiers de Prisme tome 9 Antonin Artaud : création contre psychose - revue des laboratoires Sandoz, 1995.
- Les Cahiers de Marottes et Violons d'Ingres no 41 (nouvelle série) - revue réservée au corps médical, décembre-janvier 1957 - p. 71-78 : « Le momo », souvenirs sur Antonin Artaud par le Docteur Jean Verdier.
- Gabriel Delmas et Antonin Artaud, Je crache sur le Christ inné : être Christ n'est pas être Jésus-Christ, Paris, Abstème & Bobance, 2001, 43 p. (OCLC 469501035).
- Carnets de Chaminadour no 10, Pierre Michon sur les grands chemins d'Antonin Artaud, Actes des Rencontres de Chaminadour 2014, Guéret (Creuse), publication de l'ALMJAC, 2014.
- Cahiers Artaud no 1, dirigé par Alain Jugnon, contributions de Véronique Bergen, Jérôme Bertin, Cédric Demangeot, Aurélien Deudon, Virginie Di Ricci, Camille Dumoulié, Nathanaël Flamant, Flore Garcin-Marrou, Joëlle Gayot, Pascal Gibourg, Alain Jugnon, Atsushi Kumaki, Aurélien Lemant, Gérard Mordillat, Stéphane Nadaud, Jean-Luc Nancy, Frédéric Neyrat, Bernard Noël, Charles Pennequin, Olivier Penot-Lacassagne, Christian Prigent, Isabelle Romain, Michel Surya, Pacôme Thiellement, Meurcourt, Éditions Les Cahiers, 2013.
- Cahiers Artaud no 2, dirigé par Alain Jugnon, contributions de Edgar Alemany, Arno Bertina, Joë Bousquet, Luc Chessel, Hubert Chiffouleau, Alexandre Costanzo, Virginie Di Ricci, Jérôme Duwa, André Gaillard, Mathilde Girard, Alain Jugnon, Alban Lefranc, Aurélien Lemant, Serge Margel, Gérard Mordillat, Miguel Morey, Nathanaël, Gaëlle Obliegly, Jonathan Pollock, Michel Surya, Bruno Tackels, Jean-Pierre Téboul, Meurcourt, Éditions Les Cahiers, 2015.
- Cahiers Artaud no 3, dirigé par Alain Jugnon, contributions de Jérôme Bertin, Zeno Bianu, Gilles Chavassieux, Camille Dumouflé, Jérôme Duwa, Rodrigo Garcia, Alain Jugnon, Gérard Mordillat, Pierre Parlant, Jérôme Prieur, Isabelle Romain, Alain Santacreu, Jacques Sicard, Jordi Soler, Pacôme Thiellement, Meurcourt, Éditions Les Cahiers, 2017.